# Fjodor Jakowlewitsch Alexejew

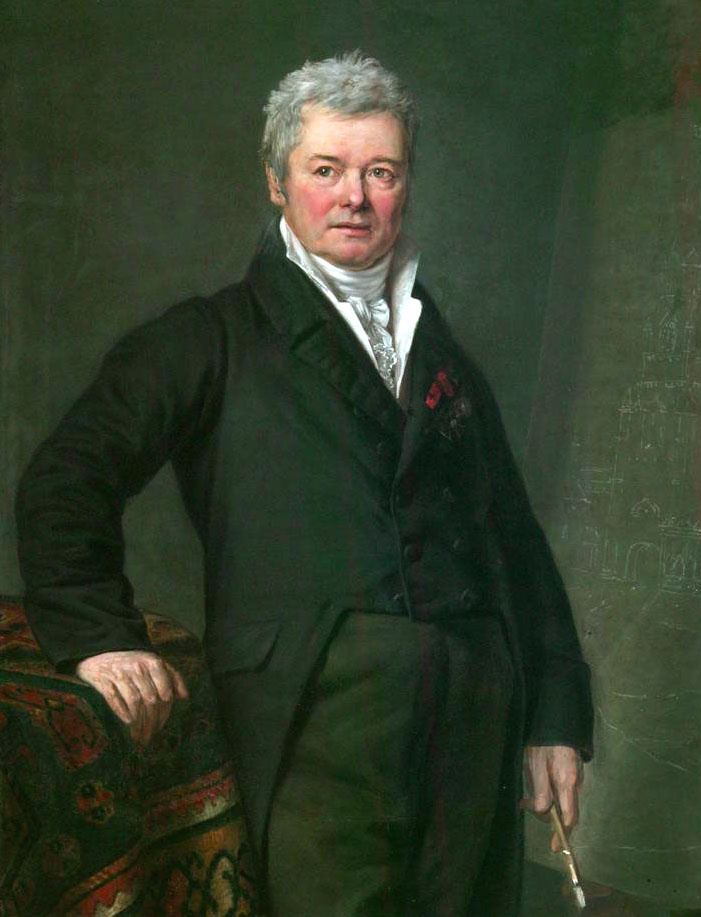
Fjodor Alexejew

Fjodor Jakowlewitsch Alexejew (russisch Фёдор Яковлевич Алексеев; * 1753 oder 1754 in Sankt Petersburg, Russisches Kaiserreich; † 11. Novemberjul. / 23. November 1824greg. ebenda) war ein Wegbereiter der russischen Landschaftsmalerei und Professor an der Russischen Kunstakademie in St. Petersburg.

## Leben
In den Jahren 1767 bis 1773 besuchte Alexejew die Petersburger Akademie, danach ging er für drei Jahre bis 1777 nach Venedig, wo er Bühnenmalerei studierte und die Stadtansichten Giovanni Antonio Canalettos und Francesco Lazzaro Guardis kennenlernte, die er später in der Ermitage kopierte. Nach seiner Rückkehr nach Sankt Petersburg wuchs seine Bekanntheit weiter. Beispiele seines Schaffens aus dieser Zeit sind die Gemälde Anblick des Winterpalastes von der Peter-und-Paul-Festung (1791) oder zwei verschiedene Ansichten mit Blick auf die Michaelsburg (1800).  Auf einer Reise zum Schwarzen Meer entstand 1797 ein Gemälde Stadtplatz in Cherson sowie 1799 Ansicht der Stadt Nikolajew, das sich heute (2011) in der Tretjakow-Galerie in Moskau befindet.
In den Jahren 1800 bis 1802 wurde Alexejew vom Zaren Paul I. beauftragt, eine Reihe von Veduten in Moskau und seiner Umgebung anzufertigen. Es entstanden der Blick auf Moskau nahe dem Iwerski-Tor des Kreml, der Sobornaja-Platz im Kreml von 1800, seine Ansicht von Kolomenskoje, das Wladimirer Tor von 1800 oder auch Der Palast im Zarizyno-Park bei Moskau. Anlässlich der Krönung von Zar Alexander I. 1802 entstand seine Ilumination des Sobornaya-Platzes im Kreml.
Aus dem Jahre 1824 stammt Alexejews letztes Bild mit der Darstellung des Hochwassers vom 7. November 1824 auf dem Platz vor dem Bolschoi-Theater in Sankt Petersburg.
1803 wurde Alexejew zum Professor der Kaiserlichen Kunstakademie ernannt, malte jedoch auch weiterhin Ansichten des sich verändernden Sankt Petersburg, wie  Blick auf die Börse und das Gebäude der Admiralität von der Festung St. Peter und Paul aus dem Jahre 1810 und Die Kasaner Kathedrale am Newski-Prospekt in St. Petersburg (1811).